# Eschatotypa
Eschatotypa är ett släkte av fjärilar. Eschatotypa ingår i familjen äkta malar.
Kladogram enligt Catalogue of Life:
| Eschatotypa | \| \| Eschatotypa derogatella \| \| \| \| \| \| Eschatotypa halosparta \| \| \| \| \| \| Eschatotypa melichrysa \| \| \| \| |
|             | \| \| Eschatotypa derogatella \| \| \| \| \| \| Eschatotypa halosparta \| \| \| \| \| \| Eschatotypa melichrysa \| \| \| \| |
|             | Eschatotypa derogatella |
|             | |
|             | Eschatotypa halosparta |
|             | |
|             | Eschatotypa melichrysa |
|             | |